# Списак јеврејских владара
Прво раздобље јеврејских владара започиње у гвоздено доба, када се, након времена племенског система, у другој половини 11. века. п. н. е. почиње у Израелу да се успоставља монархија, а траје све до пада под асирску и вавилонску власт. Након времена персијске и хеленистичке превласти, након макабејске побуне у 2. веку п. н. е. успоставља се власт јеврејских етнарха и свештеника у Јудеји, а наставља се влашћу Ирода Великог и његових наследника, који владају разним подручјима данашњег Израела, Палестине, Јордана и Сирије, све до пред крај 1. века, када Римљани коначно преузимају сву власт, а потом (135. године) и преименују провинцију Јудеју у провинцију Сирија-Палестина.
Древни Израиљ
| 1  | Исус Навин         | Нав. 1; Суд. 2:8  |  | Владар Ханана                     |
| 2  | Готоноил           | Суд. 3:9—11       |  | Ратовао против Месопотамије       |
| 3  | Аод                | Суд. 3:11—29      |  | Ратовао против Моавитског царства |
| 4  | Самегар            | Суд. 3:31         |  |                                   |
| 5  | Дебора             | Суд. 4, 5         |  |                                   |
| 6  | Гедеон             | Суд. 6 — 8        |  |                                   |
|    | Авимелех           | Суд. 9            |  |                                   |
| 7  | Тола (судија)      | Суд. 10:1, 2      |  |                                   |
| 8  | Јаир из Галада     | Суд. 10:3—5       |  |                                   |
| 9  | Јатај              | Суд. 11 — 12:7    |  |                                   |
| 10 | Есевон             | Суд. 12:8—10      |  |                                   |
| 11 | Елон Завулонанин   | Суд. 12:11, 12    |  |                                   |
| 12 | Авдон, сын Гиллела | Суд. 12:13—15     |  |                                   |
| 13 | Самсон             | Суд. 13 — 16      |  |                                   |
| *  | Емегар             | Суд. 16:31        |  |                                   |
| 14 | Ил                 | 1 Цар. 1:1 — 4:18 |  |                                   |
| 15 | Самуил             | 1 Цар. 1 — 28     |  |                                   |

## Раздобље јеврејских краљева (око 1030.-587. п. н. е.)

### Јединствено краљевство (око 1030.-931. п. н. е.)
- Шаул, (око 1030—1010. п. н. е.)
- Јевостеј (око 1012—1010. п. н. е.)
- Давид, (око 1010.-970. п. н. е.)
- Авесалом  (око 982—979. п. н. е.)
- Савеј (око 977—976. п. н. е.)
- Адонија ( --)
- Соломон, син Давидов (око 970.-931. п. н. е.)

### Подељено краљевство (око 931.-587. п. н. е.)
| Краљевство Израел (око 931.-721. п. н. е.) - Јеробоам I, (око 931.-910. п. н. е.) - Надаб, (око 910.-909.) - Баша, (око 909.-886. п. н. е.) - Ела, (око 886.-885. п. н. е.) - Зимри, (владао само 7 дана) - Омри, (око 885.-874. п. н. е.) - Ахав, (око 874.-853. п. н. е.) - Ахазја, (око 853.-852. п. н. е.) - Јорам, (око 852.-841. п. н. е.) - Јеху, (око 841.-814. п. н. е.) - Јоахаз, (око 814.-798. п. н. е.) - Јоаш, (око 798.-783. п. н. е.) - Јеробоам II, (око 783.-743. п. н. е.) - Захарија, (око 743. п. н. е.) - Шалум, (око 743. п. н. е.) - Менахем, (око 743.-738. п. н. е.) - Фекаја, (око 738.-737. п. н. е.) - Пеках, (око 737.-732. п. н. е.) - Хошеа, (око 732.-724. п. н. е.) |  |  |  | Краљевство Јудеја (око 931.-587. п. н. е.) - Робоам, син Соломонов (око 931.-913. п. н. е.) - Абијам, (око 913.-911. п. н. е.) - Аса, (око 911.-870. п. н. е.) - Јосафат, (око 870.-848. п. н. е.) - Јорам, (око 848.-841. п. н. е.) - Ахасија, (око 841. п. н. е.) - Аталија, влада као мајка малолетног Јоаша (око 841.-835. п. н. е.) - Јоас, (око 835.-796. п. н. е.) - Амасија, (око 796.-781. п. н. е.) - Озија, познат и као Азарја (око 781.-740. п. н. е.) - Јотам, (око 740.-736. п. н. е.) - Ахаз, (око 736.-716. п. н. е.) - Језекија , (око 716.-687. п. н. е.) - Манасија, (око 687.-642. п. н. е.) - Амон, (око 642.-640. п. н. е.) - Јошија, (око 640-609. п. н. е.) - Јоахаз, (око 609. п. н. е.) - Јоаким, Јоахазов брат (око 609.-598. п. н. е.) - Јехонија, (око 598.-597. п. н. е.) - Седекија, Јошијин син (око 597.-587. п. н. е.) |

(За раздобље стране превласти на овим просторима до 2. века п. н. е. види: Вавилон, Александар Велики, Селеукиди, Птолемеји.)

## Хеленистичко и римско раздобље

### Макабејци и Хасмонејци
- Мататија Хесмонеј (170-166. п. н. е.)
- Јуда Макавеј (166.-160. п. н. е.), син свештеника Мататије који је повео побуну против Антиоха IV Епифана.
- Јонатан (160.-143. п. н. е.), брат Јудин, велики свештеник
- Симон Таси (143.-134. п. н. е.), велики свештеник и етнарх
- Иван Хиркан I (134.-104. п. н. е.), велики свештеник и етнарх
- Аристобул I (104.-103. п. н. е.), узима наслов краља
- Александар Јанеј (103.-76. п. н. е.), краљ
- Салома Александра (76.-67. п. н. е.), краљица (њен син Хиркан II је велики свештеник)
- Хиркан II (67. п. н. е.), наслеђује мајку као краљ
- Аристобул II (67.-63. п. н. е.), краљ и велики свештеник (истиснуо Хиркана са престола)
- Хиркан II (63.-40. п. н. е.), поновно велики свештеник, а онда и етнарх (47.-41. п. н. е.)
- Антигон II Мататија  (40-37. п. н. е.)
- Аристобул III
- Антипатер Идумејац
- Ирод I Велики и његов брат Фазаел, Идумејци, синови Хиркановог министра Антипатера, тетрарси (41.-40. п. н. е.)
- Антигон (40.-37. п. н. е.), краљ и велики свештеник, Ирод у бегу

### Иродовци
- Ирод I Велики, оженио Маријамну I, унуку Хиркана II и Аристобула II, стварни краљ Јудеје (37.-4. п. н. е.)
- Ирод Архелај, етнарх Јудеје и Самарије (4. п. н. е.-6.). Након тога Јудеја постаје римска прокураторска провинција, а главни град се сели у Цезареју
- Ирод Антипа, тетрарх Галилеје и Переје (4. п. н. е.-39.)
- Ирод Филип, тетрарх Гауланитиде, Батанеје, Трахонитиде и Ауранитиде, и подручја Панеје или Итуреје (4. п. н. е.-34.). Након његове смрти тетрархија је припојена провинцији Сирији.
- Ирод Агрипа, син Аристобулов, краљ у Филиповој тетрархији (37.-44.), и краљ Јудеје и Самарије (41.-44.). Након његове смрти, Јудеја је поновно прокураторска провинција.
- Ирод II Халкидски (41.-48.)
- Ирод Агрипа, син Ирода Агрипе, краљ Халкиде (48.-53.) и надгледник јерусалимског Храма (49. )
- Антипатер Идумејац
- Ирод Агрипа II, умјесто Халкиде постаје краљ Филипове тетрархије (53.-93.) и Варове епархије у данашњем северном Либану, а од 55. године Нерон му даје и део Галилеје и Переје.

У превирањима која су уследила за време Првог јеврејског устанка, Храм је спаљен и срушен, а Јудеја постаје царска провинција.
У Другом јеврејском устанку (132—135.) Јевреје ће водити Симон бар Кохба. Након пораза, Јудеја је преименована у провинцију Сирију-Палестину, а Јерусалим у Елију Капитолину (лат. Aelia Capitolina).
Јевреји ће своју државу поновно да успоставе тек након Другог светског рата.